# Ricardo Teruel
Ricardo Teruel García (Gijón, Asturias, España, 25 de febrero de 1917-Barcelona, España, 3 de noviembre de 1975) fue un futbolista español que se desempeñaba como defensa.

## Clubes
| Club                          | País   | Año       |
| ----------------------------- | ------ | --------- |
| R. C. D. Espanyol             | España | 1935-1950 |
| Real Racing Club de Santander | España | 1950-1952 |
| R. C. D. Espanyol             | España | 1952-1954 |